# Виктория боливийская
Викто́рия боливи́йская (лат. Victoria boliviana) — вид крупных тропических водных травянистых цветковых растений из рода Виктория семейства кувшинковых (Nymphaeaceae). Самая большая кувшинка в мире с листьями шириной до 3,2 метра. Распространена только в бассейне одной реки на севере Боливии в Южной Америке. Водное многолетнее травянистое растение с большим, мясистым, покрытым шипами побегом, округлыми плавающими листьями и крупными, до 36 см в диаметре, цветками, цветущее только по ночам. Каждый цветок раскрывается только на две ночи подряд, закрываясь на дневное время. В первую ночь цветения цветок чисто-белый, на вторую становится розоватым. Об экологии, опылении и распространении семян этого вида известно пока мало, но предполагается, что его биология не отличается от двух других близких видов. Опыляются они мелкими летающими по ночам жуками. Довольно крупные плоды созревают под водой, в каждом из них до 300 крупных круглых семян, которые, предположительно, распространяются течением воды.

## История открытия
Вид описан в июле 2022 года специалистом по кувшинкам и одним из старших ботаников-садоводов Королевских ботанических садов Кью Карлосом Магдаленой. Растения этого вида 177 лет присутствовали в коллекции Королевских ботанических садов Кью, и всё это время их ошибочно относили к виду Victoria amazonica. Только к 2022 году международная группа учёных, садоводов и экспертов в области ботанического искусства научно доказала, что Victoria boliviana является новым для науки видом, используя новые данные и уникальный опыт. Это первое открытие новой гигантской кувшинки более чем за столетие.

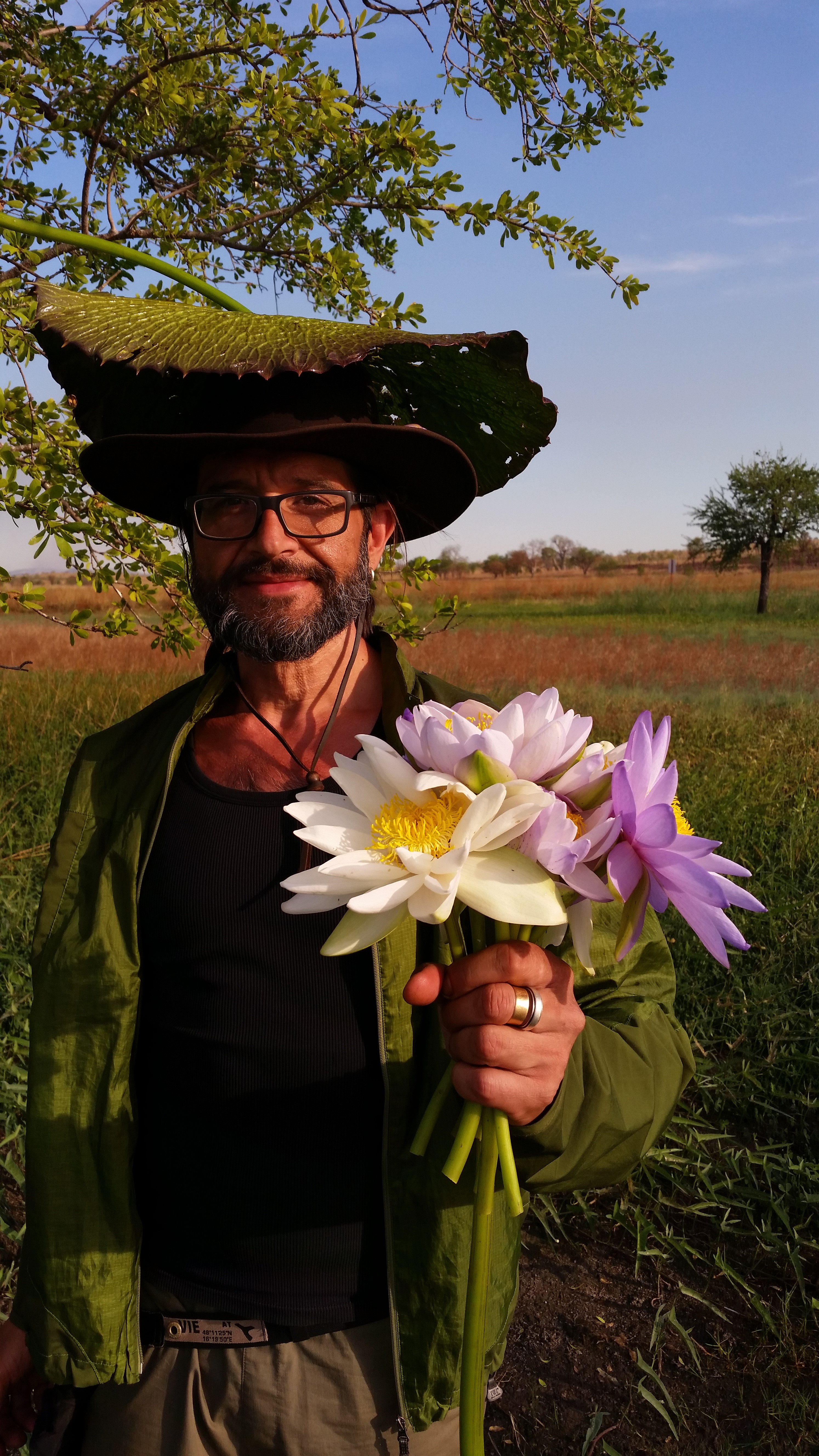
Карлос Магдалена

Карлос Магдалена с тех пор, как он впервые увидел изображение этого растения в 2006 году, был убеждён, что это новый для науки вид. Позднее он объяснял: «Садоводы хорошо знают свои растения; мы часто можем распознать их с первого взгляда. Мне было ясно, что это растение не совсем подходит под описания известных видов Victoria, а значит, это должен быть третий вид. В течение почти двух десятилетий я тщательно изучал каждую фотографию диких кувшинок Victoria». Для получения необходимой информации и материала Карлос обратился к ботаническим садам Боливии.
В 2016 году боливийские Ботанический сад Санта-Крус-де-ла-Сьерра и Сад Ла-Ринконада (Jardin La Rinconada) подарили Карлосу Магдалена несколько семян гигантских кувшинок предполагаемого третьего вида. Когда Карлос прорастил эти семена в Доме кувшинок в садах Кью, он, наблюдая, как эти кувшинки растут рядом с двумя другими видами виктории, и сравнивая их, сразу заметил, что между ними есть некоторые отличия. Виктория боливийская имеет иное распределение шипов и форму семян по сравнению с другими представителями рода Victoria, что уже делает её особенной. Кроме того, учёные садов Кью провели анализ ДНК этих растений, который также показал, что виктория из Боливии генетически достаточно сильно отличается от двух других видов. В результате виктория боливийская была признана отдельным видом, третьим в роде Виктория. Растение, ставшее типовым образцом для описания нового вида, было собрано в марте 1988 года доктором Стефаном Г. Беком (Dr. Stephan G. Beck), почётным профессором Национального гербария Боливии (Herbario Nacional de Bolivia), в одном из притоков реки Якума на севере Боливии. Бек принял его за представителя вида Victoria cruziana. При создании ботанических иллюстраций нового вида и сравнении их с уже имевшимися иллюстрациями растений этого рода выяснилось, что по крайней мере одно растение этого вида присутствовало в садах Кью ещё в 1845 году.

## Классификация
Таким образом, в настоящее время в южноамериканском роде кувшинковых цветковых растений Victoria выделяют 3 вида, распространенных в водоёмах Амазонии и Чако. Род Виктория (Victoria) был назван в честь английской королевы Виктории в 1837 году. Видовое научное название boliviana новому виду было дано как указание на происхождение этого растения из Боливии.
Вид Victoria boliviana отличается от двух других видов более крупными семенами и семязачатками, а также небольшой или средней высотой загнутого над водой края листовой пластинки, составляющей 5—7 % от длины листа (у Victoria amazonica она примерно такая же, составляет 4—7 %, а у Victoria cruziana больше — 8—10 %). Внешне виктория боливийская больше всего похожа на викторию Круса, которая является её наиболее близким видом. От Victoria cruziana виктория боливийская отличается более низкими загнутыми краями листьев, выпуклой вершиной бутона, длиной верхней части плодолистиков, превышающей длину нижней части, и более крупными семенами. Эволюционно эти два вида кувшинок разошлись сравнительно недавно, около 1,1 миллиона лет назад, в плейстоцене, в то время как с видом Victoria amazonica предок обоих видов разошёлся около 5 миллионов лет назад, в начале плиоцена. Количество хромосом у Victoria boliviana составляет 2n = 2x = 24, что аналогично таковому у Victoria cruziana, в то время как у Victoria amazonica оно равно 2n = 2x = 20.
Филогенетические отношения между видами рода выглядят следующим образом:

|  | \| \| Victoria cruziana \| \| \| \| \| \| Victoria boliviana \| \| \| \| |
|  |                                                                          |
|  | Victoria amazonica                                                       |
|  |                                                                          |
|  | Victoria cruziana                                                        |
|  |                                                                          |
|  | Victoria boliviana                                                       |
|  |                                                                          |

|  | Victoria cruziana  |
|  |                    |
|  | Victoria boliviana |
|  |                    |

## Ботаническое описание

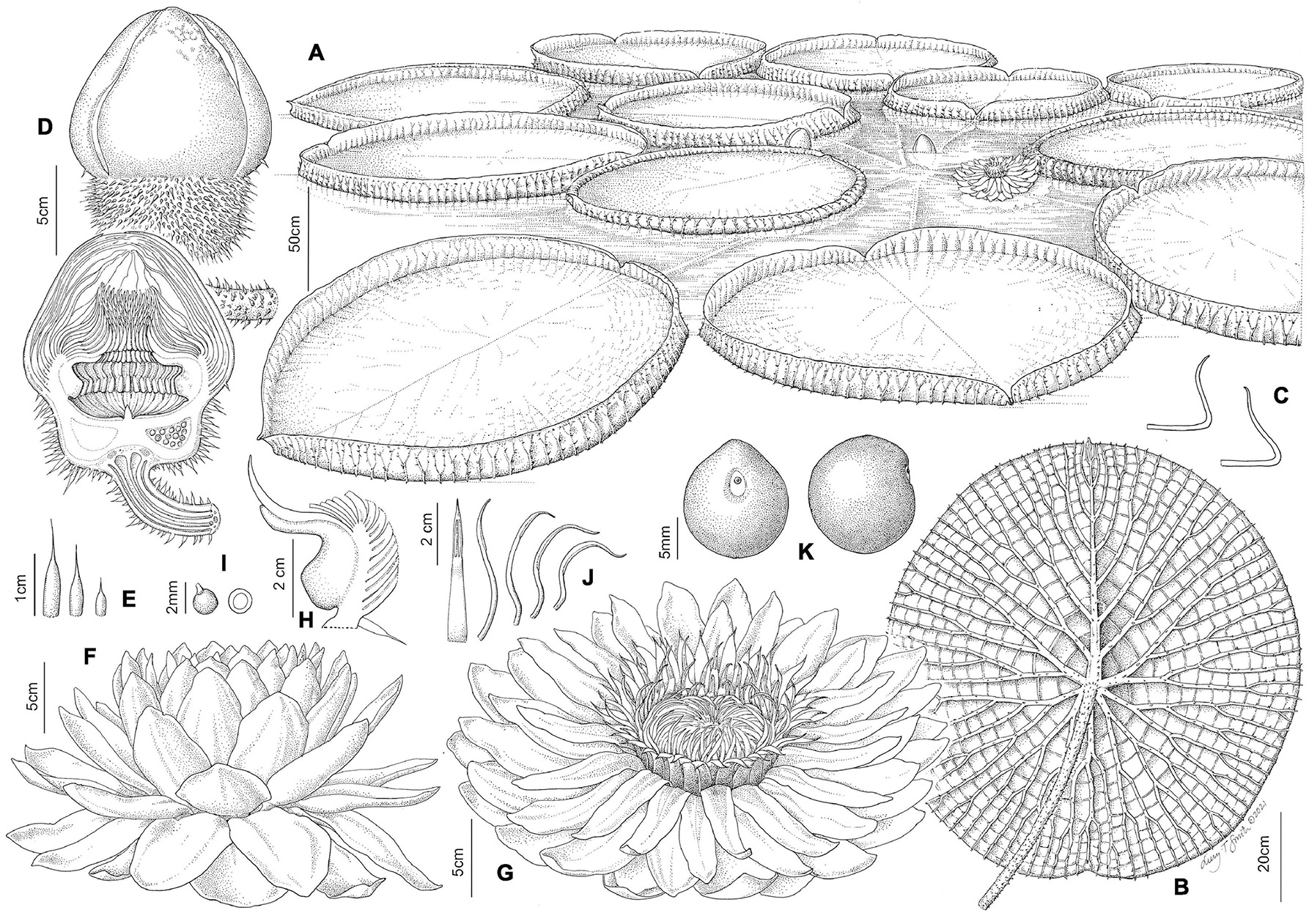
Ботаническая иллюстрация вида Victoria boliviana: A — внешний вид надводных частей растения, адаксиальная (верхняя) сторона листьев; B — абаксиальная (нижняя) сторона листа; C — профили края листа (бортика); D — бутон, общий внешний вид и в продольном разрезе, видны абаксиальная поверхность чашелистиков, рыльцевая полость, придатки плодолистиков и шипы; E — шипы цветка; F — цветок в первую ночь цветения; G — цветок во вторую ночь цветения; H — взаимное прикрепление придатка плодолистика, стаминодия, лепестков и чашелистика; I — семязачаток, целый и в продольном разрезе; J — тычинки, K — семена

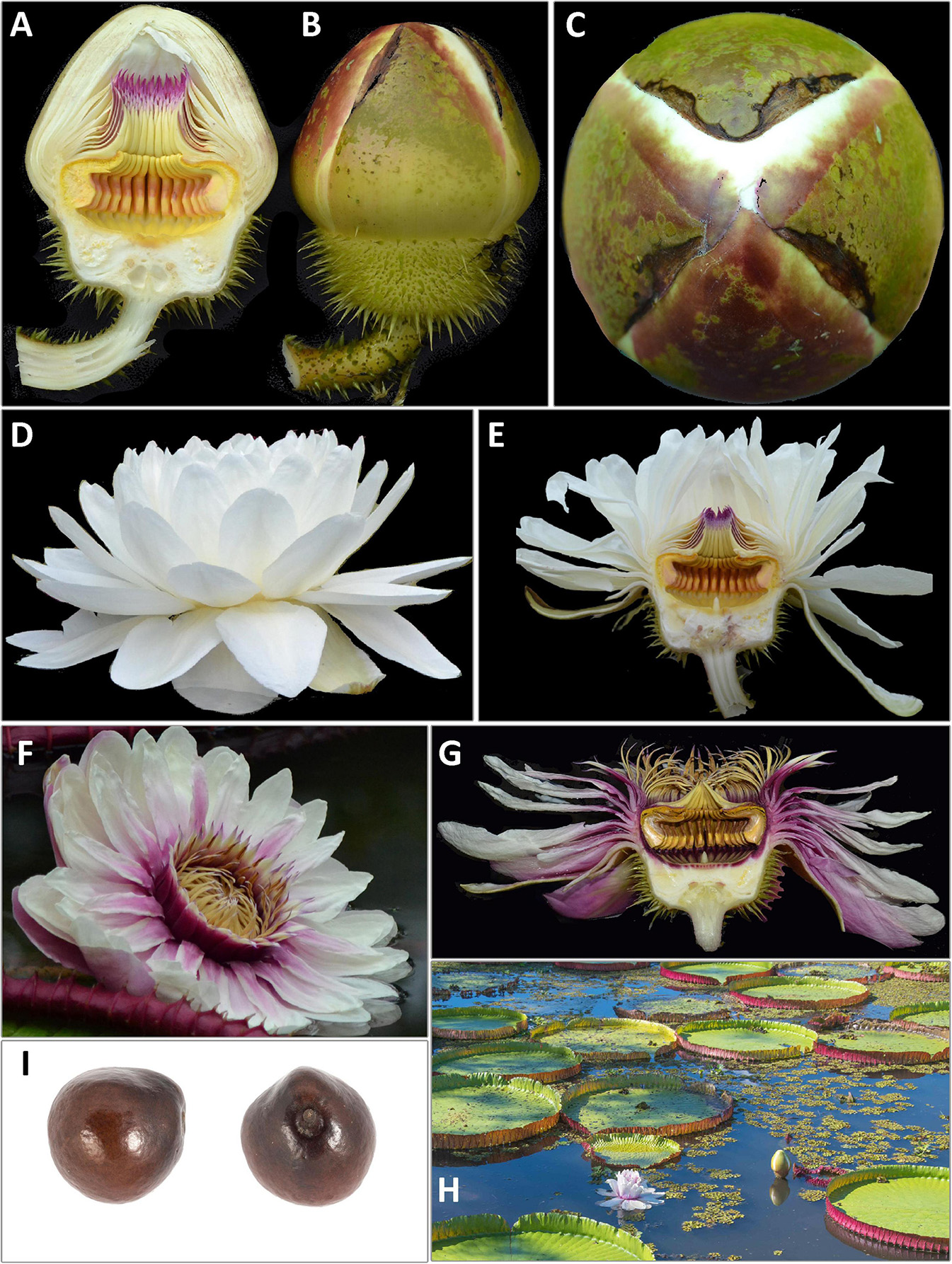
Бутон, цветок, семена и листья виктории боливийской: A — бутон в продольном разрезе; B — бутон целиком; C — бутон, вид сверху; D — цветок в первую ночь цветения; E — цветок в первую ночь цветения в продольном разрезе; F — цветок во вторую ночь цветения; G — цветок во вторую ночь цветения в продольном разрезе; H — надводные части растения; I — семена

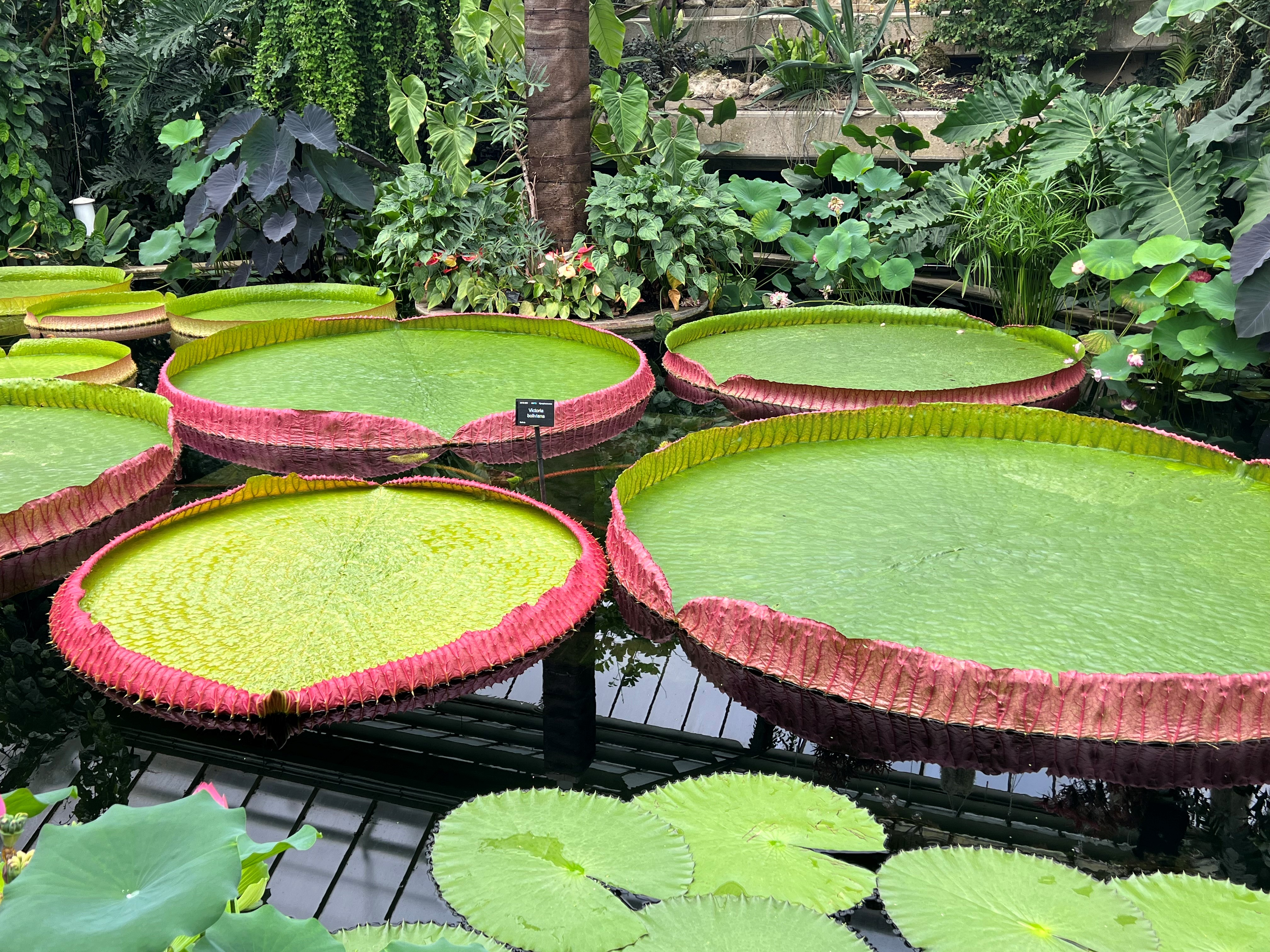
Листья виктории боливийской на воде

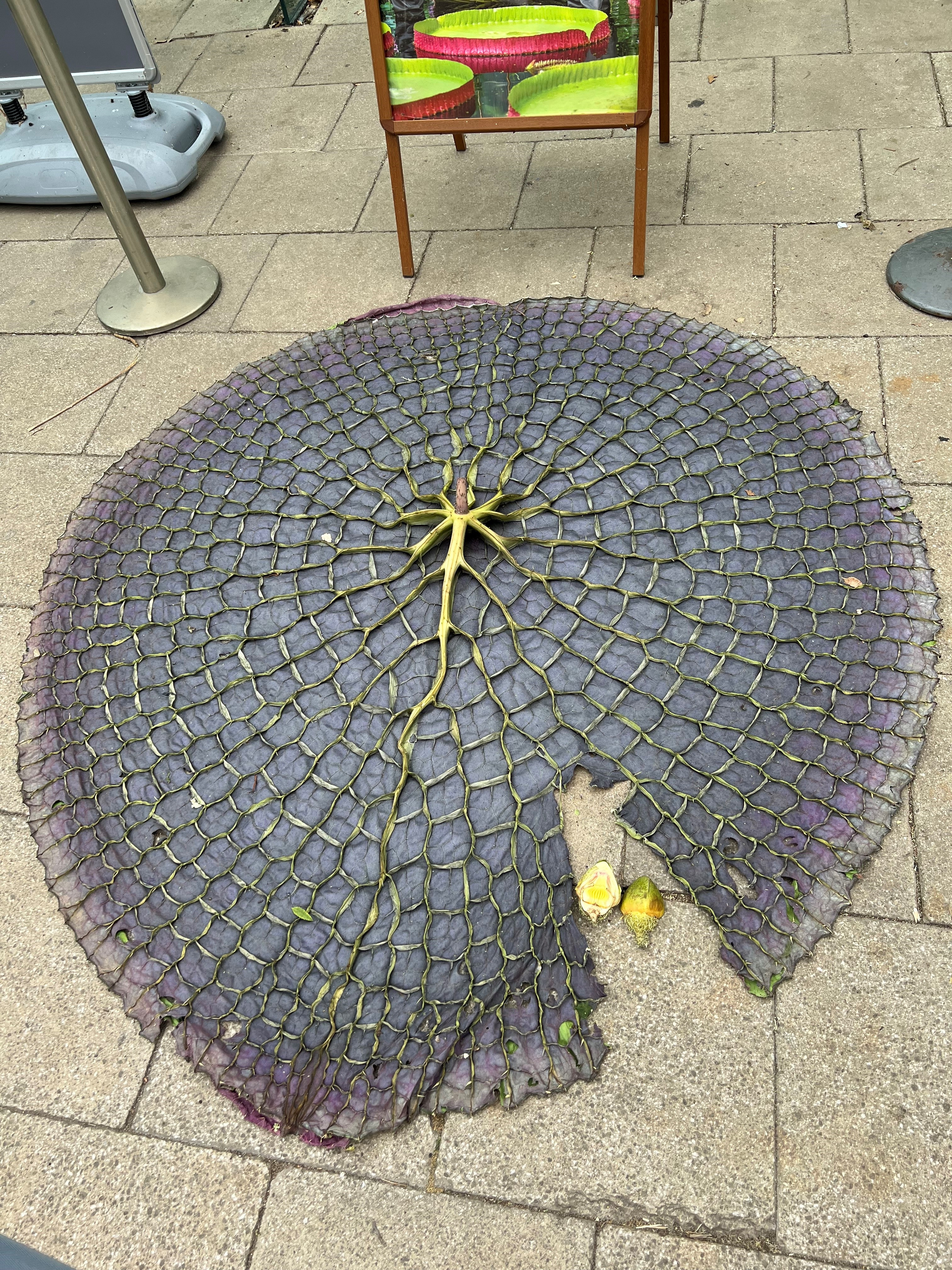
Лист виктории боливийской с нижней (абаксиальной) стороны

Виктория боливийская (Victoria boliviana) является самой большой кувшинкой в мире, в дикой природе её листья могут вырастать до 3 метров в длину и ширину. В настоящее время рекорд принадлежит растениям из ботанического сада Ла-Ринконада в Боливии, листья которых имеют ширину 3,2 метра.
Водное многолетнее травянистое растение с большим, мясистым, покрытым шипами побегом. Корневище вертикальное, клубневидное, вытянутое, цилиндрической формы, покрытое бугорками, несёт спирально расположенные листья. Корни придаточные, отходят пучками от корневища у основания каждого листового черешка, шнуровидные, белые или коричневатые. Листья плавающие на поверхности воды, округлые, щитовидные, перфорированные стоматодами. У достигших зрелости растений края листовой пластинки загнуты вверх, вертикально над водой в виде бортика, высота которого составляет 5—7 % от длины листа (длину листа у кувшинок измеряют от основания листовой пластинки до её вершины по средней жилке). Адаксиальная поверхность листовой пластинки гладкая, без шипов, зелёная. Абаксиальная поверхность листовой пластинки с сетью радиально и сетчато расположенных жилок, выдающихся в виде рёбер до 6 см в высоту и до 3 см толщины, тёмно-зелёная, бордовая или тёмно-синяя, радиальные и сетчатые рёбра жёлтые или зелёные; ювенильные листья стреловидные. Образующие густую сеть ребристые жилки придают жёсткость листу, предохраняя достаточно тонкую пластинку листа от разрывов при волнении поверхности воды. Черешок прикрепляется далеко от края пластинки листа, почти у её середины, цилиндрический, до 3 см толщины. Черешок и рёбра листа покрыты острыми шипами. Бортик сильно загибается к адаксиальной поверхности пластинки у основания и загибается внутрь или расширяется наружу у вершины. Абаксиальная поверхность бортика варьирует у отдельных растений в одной и той же местности от тёмно-бордового до очень бледно-зелёного, почти белого цвета, гладкая или с волосками длиной 1,2—3 мм, простыми, многоклеточными, 6—15-члениковыми.
Соцветия одноцветковые, прицветниковые. Цветки пазушные, одиночные, на растении одновременно может быть несколько бутонов. Цветоножка с 4 первичными воздушными камерами, 8 второстепенными камерами, покрытыми шипами. Цветки открываются по очереди, по одному, появляясь над поверхностью воды незадолго до цветения; во время цветения выступают над поверхностью воды или лежат на поверхности воды. Раскрываются цветки только ночью. Каждый цветок раскрывается в течение двух ночей и частично закрывается на период дневного времени. Цветок протогинный. Бутон цветка широкояйцевидный, на вершине выпуклый. Цветок при полном раскрытии на вторую ночь цветения может достигать диаметра до 36 см.
Завязь нижняя (эпигинная), шаровидная, имеет диаметр 8—10 см, её наружная поверхность покрыта гладкими шипами длиной 1—10 мм. Шипы резко сужаются от около половины своей длины к острой вершине. Внутренняя поверхность завязи с неглубоко вогнутой рыльцевой поверхностью, продолговатая в продольном профиле, ребристая с линиями, соответствующими 25—36 радиально расположенным локулам, в каждой из которых содержится 8—14 семязачатков диаметром 2—2,5 мм. Семязачатки пристеночные, прикрепляются короткими канатиками, шаровидные.
Цветки виктории имеют нижнюю завязь, состоящую из 25—40 радиально расположенных ценокарпных плодолистиков. Верхняя часть завязи представляет собой вогнутую папиллозную стигматическую поверхность, которая разделена на приподнятые сегменты. Каждый сегмент соответствует верхушке расположенной внизу локулы и имеет дорсальную продольную щель, через которую пыльца достигает локулы. Каждая локула содержит 8—28 семязачатков, прикреплённых стенками к обеим сторонам стенок локулы. В центре рыльцевой поверхности находится вырост остаточной звёздчатой ткани.
От вершины внешнего края завязи отходят 4 жёстких мясистых чашелистика (внешних листочка околоцветника). Они треугольной формы, размером 10—15 × 8—10 см, их абаксиальная поверхность преимущественно зелёная или с тёмно-бордовым оттенком, без шипов или с шипами. Если шипы есть, их количество может достигать 10 на чашелистик. Шипы размером 1—10 мм, гладкие, резко сужаются от своей середины к острому концу, распределены неравномерно по всей поверхности чашелистика.
Венчик раздельнолепестной, состоит из расположенных спиральными рядами крупных лепестков (внутренних листочков околоцветника). Лепестков в цветке может быть от 40 до около 100. Они имеют размеры 6—15 × 1,5—9 мм и постепенно уменьшаются в размерах и меняют форму от закруглённой на вершине до заострённой в направлении от внешних лепестков цветка до самых внутренних. Самые внутренние лепестки остаются белыми или становятся бледно-розовыми у основания при цветении на вторую ночь.
Внутри венчика находятся толстые и жёсткие внешние стаминодии (стерильные тычинки), которые расположены в виде мутовки из одного или двух кругов. Они верхушечные, размером 3—4 × 0,5 см; их больше 50. В бутоне и при цветении в первую ночь внешние стаминодии (вместе с находящимися более внутренне тычинками и внутренними стаминодиями) имеют сигмоидовидную форму и сильно изогнуты над рыльцевой поверхностью.
Внутри кольца внешних стаминодиев находятся тычинки, они шиловидные, сигмоидовидно изогнутые, расположены в виде мутовки, двумя или тремя кругами. Тычинок больше 100, они размером 4—5 × 0,5—1 см; пыльники линейно-удлинённые. Тычинки плотно прижаты к внешним стаминодиям в бутоне и в первую ночь цветения.
За тычинками, ещё дальше внутрь цветка, находятся внутренние стаминодии. Они шиловидные, сигмоидовидно изогнутые, расположены в виде мутовки, одним или двумя кругами. Внутренних стаминодиев больше 50, размером 4—5 × 0,5—0,7 см, они частично сращены с верхними частями придатков плодолистиков, находящихся под ними.
Придатки плодолистиков L-образной формы, отходят под углом 45° от рыльцевой поверхности, длина верхних отделов больше длины нижних. Они находятся точно над расположенными ниже локулами и соответствуют им по количеству. Нижние части придатков плодолистиков абаксиально сращены с имеющим форму ободка продолжением рыльцевой поверхности, которая также сращена с базальной тканью внутренних оснований листочков околоцветника. Полость, окружённая этими частями, называется рыльцевой полостью.
В бутоне и в первую ночь цветения верхушки наружных стаминодиев, тычинок и внутренних стаминодиев плотно прижаты друг к другу, образуя входной туннель. Этот туннель сохраняется в бутоне и в течение первой ночи цветения, обеспечивая вход жуку-опылителю, но отсутствует на вторую ночь цветения, когда все наружные стаминодии и большинство тычинок в разной степени расходятся. Внутренние стаминодии, однако, не расходятся, а опускаются дальше вниз, блокируя тем самым вход в рыльцевую полость. Размер цветка, количество локул и количество всех его частей (за исключением чашелистиков, которых всегда четыре) варьируют как между отдельными растениями, так и на разных цветках одного и того же растения.
В первую ночь цветения лепестки белые, внешние стаминодии с сине-фиолетовыми кончиками. На вторую ночь цветения лепестки становятся бледно-розовые у основания и белые или розовые у вершины, внешние стаминодии тёмно-розовые на две трети их длины у основания, белые, затем фиолетовые у вершины, внутренние стаминодии розовые у основания.
Плоды созревают непосредственно под поверхностью воды. Плод — мясистая многогнёздная коробочка. Созревшие плоды имеют диаметр 10—15 см (без шипов), они цилиндрической формы, толстые, сплюснутые, покрыты достаточно тонкой массой от тёмно-красноватого до тёмно-бордового цвета, окружённой стойким твёрдым слоем, образованным остатками оснований листочков околоцветника. Внутренние стаминодии стойкие и изогнуты над вогнутой поверхностью рыльца при созревании; наружные слои околоплодника распадаются, высвобождая семена.
Семян около 300 в каждом плоде, они крупные, гладкие, размером 12—13 × 16—17 мм, шаровидной формы, с заметно выступающим швом (особенно в сухом виде), от тёмно-коричневого до чёрного цвета, окружены слизистой липкой кожурой.

### Отличительные особенности
Виктория боливийская имеет самые большие листья из всех трёх видов, с листовыми пластинами более 3 м в длину. Абаксиальная поверхность вертикально приподнятого ободка листа варьирует у отдельных растений в одной и той же местности от тёмно-бордового до очень бледно-зелёного, почти белого цвета, что не встречается у других видов виктории. Шипы на абаксиальных наружных поверхностях листочков околоцветника отсутствуют или очень немногочисленны, а если и присутствуют, то не ограничиваются нижней частью наружных листочков околоцветника, в отличие от Victoria cruziana, у которой меньшее количество шипов приурочено к нижней трети абаксиальной поверхности листочков. Victoria boliviana — единственный вид рода Victoria, у которого верхние части плодолистиков длиннее нижних. Кроме того, стигматические камеры Victoria boliviana являются самыми мелкими из трёх видов рода Victoria.

## Экология

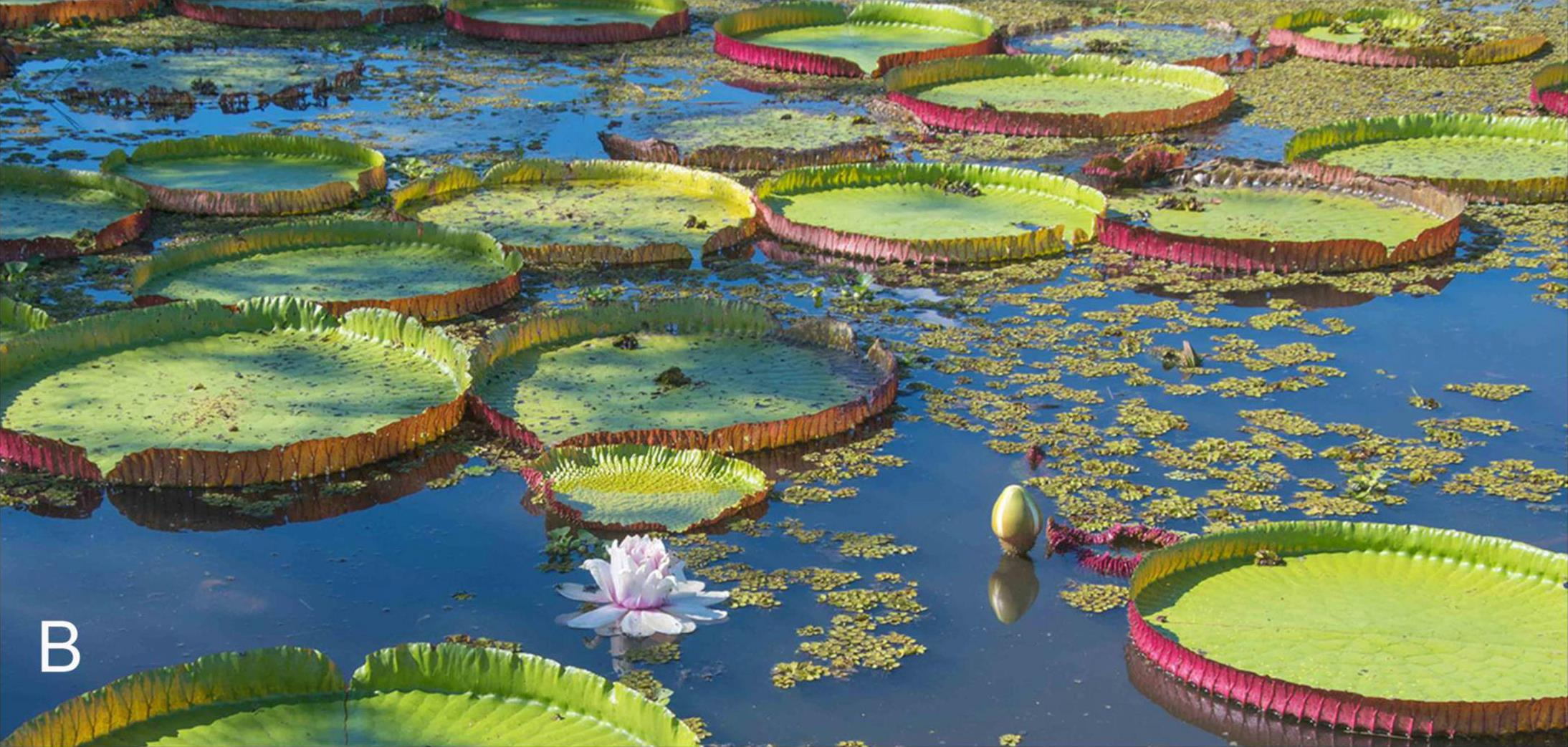
Виктория боливийская дикорастущая в естественной среде обитания

Учитывая, что семена Victoria boliviana крупнее, чем у двух других видов, учёные предполагают, что она укореняется на большей глубине, чем Victoria amazonica и Victoria cruziana, поскольку размер семян связан с глубиной укоренения (вид Victoria amazonica укореняется на глубине до 5,25 м). В целом экология виктории боливийской ещё недостаточно изучена, но на примере двух других видов рода можно предположить некоторые основные, свойственные в том числе и ей характеристики. Виды рода Victoria являются недолговечными многолетними растениями. Семена Victoria amazonica не переносят высыхания. Проростки очень быстро развиваются в речном иле, образуя взрослые растения через три-пять месяцев. Развитие Victoria boliviana, как и Victoria cruziana, происходит быстрее, чем Victoria amazonica. Возможно, это является отражением более короткого и более предсказуемого вегетационного периода в умеренном биоме Victoria cruziana. Старение вызывается отделением корневища от дна реки или высыханием при снижении уровня воды. Эти аспекты экологии нового вида требуют дальнейшего изучения.

## Биология опыления и распространения
Бутоны виктории развиваются под водой и появляются над поверхностью, когда готовы расцвести. Каждый цветок раскрывается в течение двух ночей подряд, резко меняя форму и цвет между ними. Эти изменения формы и окраски отражают их роль в опылении, заключающейся в захвате опыляющих их пластинчатоусых жуков из трибы Cyclocephalini (морфология цветка растений ископаемого рода Microvictoria предполагает, что этот способ опыления появился ещё в меловом периоде). Считается, что придатки плодолистиков производят ароматические аттрактанты и питательные вещества, а также согревают цветок (термогенез) ночью, служат как аттрактантом, так и стимулятором для опылителей. Поверхность рыльца остаётся восприимчивой в течение двух ночей, в течение которых цветок распускается. Самоопылённые цветки также способны завязывать семена. Кроме того, семена, полученные в культуре в результате самоопыления, также жизнеспособны.
Полевые наблюдения за цветами одной популяции в Льянос-де-Моксос позволяют предположить, что при опылении жуками цветы Victoria boliviana могут содержать меньше особей опылителей, чем Victoria amazonica, только 4—10 особей наблюдаются в цветках первого по сравнению с более 20 в цветках второго. Это может быть связано с меньшей плотностью популяции опылителей в районе её обитания.
После опыления плод образуется ниже поверхности воды. Семена покрыты слизистой тканью, которая, как предполагается, представляет собой присемянник, остаются плавучими в течение нескольких дней и высвобождаются по мере разложения плода. Исследователи предполагают, что семена Victoria amazonica, образующиеся в конце сезона дождей, разносятся на большие расстояния из-за ежегодного затопления большей части их местообитаний, и это также может иметь место для Victoria cruziana. Хотя свидетельств эндохории у этого рода нет, её не следует исключать, поскольку биология расселения этого вида остаётся очень плохо изученной.

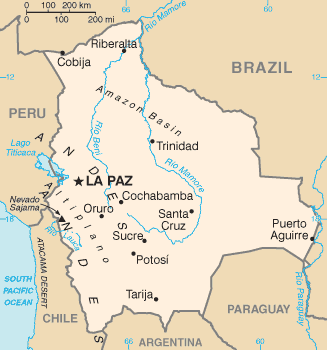
Реки Маморе и Бени на карте Боливии

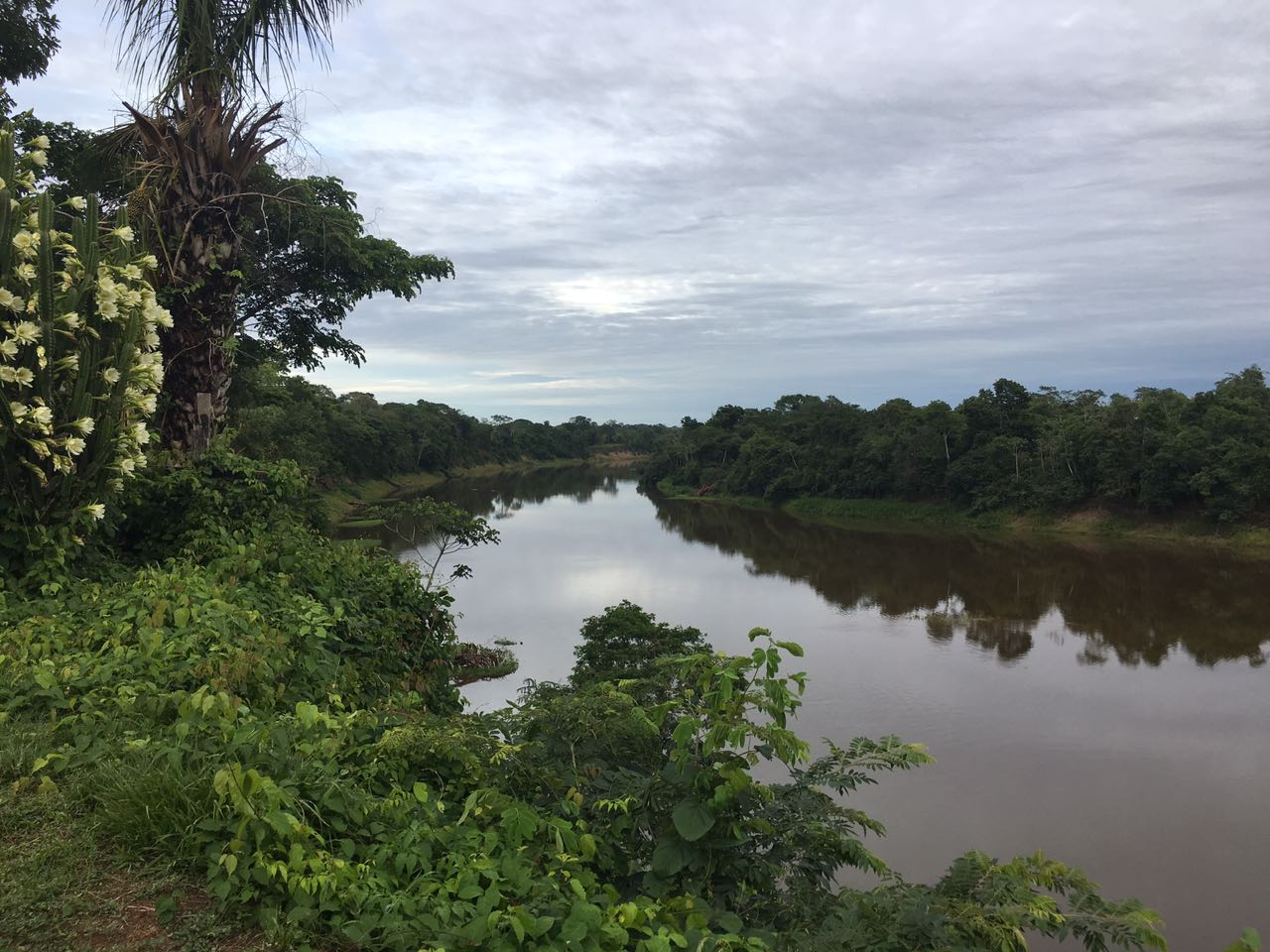
Вид на реку Рио-Бланко в бассейне реки Маморе

## Ареал
Виктория боливийская произрастает на западе Южной Америки на севере Боливии в одном из крупнейших в мире водно-болотных угодий Льянос-де-Мохос в департаменте Бени, где также обитают находящиеся на грани исчезновения боливийский речной дельфин (Inia geoffrensis boliviensis) и попугай синегорлый ара (Ara glaucogularis). По-видимому, вид Victoria boliviana является эндемичным для Льянос-де-Мохос в Боливии, при этом все растения этого вида в настоящее время обнаружены только в бассейне реки Маморе, хотя предполагается, что его ареал простирается дальше на запад и что он также может присутствовать в соседней реке Бени. Льянос-де-Мохос окружён лесами бассейна Верхней Мадейры и представляет собой область с преимущественно открытой растительностью — травянистыми водно-болотными угодьями, лугами, саваннами и лесами.

## Охрана
Всего в дикой природе в Боливии известно менее пяти мест произрастания этого вида. По оценкам ученых, это уязвимый вид, у которого по критериям Международного союза охраны природы и природных ресурсов должен быть соответствующий охранный статус (VU). Предполагается, что Victoria boliviana может быть уязвима перед колебаниями наводнений и засух в течение года. Например, департамент Бени недавно пострадал от сезонных наводнений, пожаров и засух из-за климатических явлений Эль-Ниньо и Ла-Нинья. Недавнее увеличение масштабов вырубки лесов, связанных с сельским хозяйством, было зарегистрировано вдоль шоссе «Тринидад — Санта-Крус», к югу от известных популяций Victoria boliviana. Проводится обширная вырубка лесов вдоль края дорог. Всё это свидетельствует о быстром снижении качества среды обитания вида.